# پادیمات او
پادیمات او (به انگلیسی: Padimate O) یک ترکیب شیمیایی با شناسه پاب‌کم ۳۰۵۴۱ است. 